# Токијски торањ
Токијски торањ (東京タワー Tōkyō tawā) је комуникациони и посматрачки торањ који се налази у токијском кварту Минато, прецизније Шиба парк-у, у Јапану. На висини од 332,5 m, Токијски торањ је друга највиша грађевина у Јапану. Конструисан је по угледу на Ајфелову кулу, решеткастог је типа и офарбан у интернационално стандардизовану наранџасту боју ради испуњавања регулатива ваздушног саобраћаја. Изграђен у децембру, 1958. године, основна намена овог торња је био туризам и изнајмљивање антена. Директно испод Токијског торња налази се још једна зграда (Фут-таун) од укупно четири спрата, која садржи музеје, ресторане и продавнице. Одатле, специјалним лифтовима, посетиоци могу да се попну до главне осматрачнице која обухвата два спрата на висини од 150 m, а изнад ње налази се још једна мања опсерваторија на висини од 250 m.
Главна функција торња је емисиона. Превасходно је био намењен телевизијском емитовању, а 1961 уграђене су и радио антене. Неке од телевизијских кућа које користе услуге овог торња су НХК, ТБС и Фуџи ТВ. Један од проблема са овим торњем је недовољна висина; штавише, гашење аналогног ТВ сигнала у Јапану је одлагано више пута управо због немогућности коришћења овог торња у ту сврху. Стога је изграђено Токијско небеско дрво (Tokyo Sky Tree) које је преузело функцију телевизијског емитовања, а што је на крају омогућило и коначан прелазак на потпуно дигитално емитовање ТВ сигнала 2012. године.
Када је изграђен, Токијски торањ је био највиши торањ на свету, премашивши Ајфелову кулу за 13 m. Направљен је једним делом од челика америчких ратних тенкова оштећених током Корејског рата. Иако је био највиши торањ, тежак је свега 4.000 тона, и самим тим лакши од Ајфелове куле за читавих 3,300 тона. Уложено је 2,8 милијарди јена (¥) (8,4 милиона долара ($) из 1958) у његову изградњу.